# Тодоров, Цветан
Цветан Тодоров (фр. Tzvetan Todorov, 1 марта 1939, София, Третье Болгарское царство — 7 февраля 2017, Париж, Франция) — французский философ, семиотик болгарского происхождения, теоретик структурализма в литературоведении.

## Биография
Окончил Софийский университет, в 23-летнем возрасте покинул Болгарию. С 1963 года жил во Франции. На родине труды Тодорова, переведённые с французского, издавались с 1984 года.

## Личная жизнь
Его первой женой была учёная Мартин ван Вёркенс. В браке родился сын Борис. С 1979 по 2014 год был женат на писательнице Нэнси Хьюстон. У них родилось двое детей: Леа и Саша.

## Исследовательские интересы
Внес существенный вклад в пропаганду русского формализма и творчества Михаила Бахтина на Западе. Большую известность получила его теория фантастического.
В 1990-е годы работал преимущественно как историк, выступал как публицист. Его внимание привлекали ключевые моменты исторических переломов (завоевание Америки, Холокост), проблемы коллективной памяти о них.

## Научные взгляды
Позиция Ц. Тодорова относительно жанра очень весома для жанрологии, поскольку свидетельствует о сознательном переходе теоретиков постмодернизма от полного игнорирования категории жанра к полной, основательной мотивировки её незаменимости. В своём развитии как исследователя Тодоров прошёл большой путь от формализма и структурализма к семиотике и теории жанров, от игнорирования к культивированию жанра в литературе. Тодоров — создатель новой жанрологии, включающей жанры, прежде не известные научному миру, синтезированные на основе традиции и когнитивного мышления, на основе нигилизма и пересозданной традиции. К понятию жанра Тодоров применил принципы агглютинации, контаминации, тематологии, семантического ядра и знака и др.

## Педагогическая деятельность
Преподавал в США (Нью-Йоркский университет, Гарвардский университет, Йельский университет).

## Награды и звания
Премия Принца Астурийского в номинации Социальные науки (2008).

## Основные работы
- 1965 — Русские формалисты: теория литературы и критического метода
- 1967 — Литература и значение (Париж)
- 1968 — Грамматика Декамерона (Париж)
- 1970 — Введение в фантастическую литературу
- 1977 — Теория Символа
- 1978 — Разновидности дискурса (Париж)
- 1981 — Михаил Бахтин: диалогический принцип (Париж)
- 1982 — Завоевание Америки. Проблема «чужого»
- 1984 — Критика критики
- 1991 — Оно и чужие

## Книги
- Введение в фантастическую литературу / Перев. с франц. Б. Нарумова. — М.: Дом интеллектуальной книги, 1999. — 144 с. (Introduction à la littérature fantastique, Seuil 1970)
- Теории символа. — М.: Дом интеллектуальной книги, 1999. — 408 с.